# Desmond Chiam
Desmond Chiam é um ator australiano mais conhecido por seu papel como Wyatt Cole em Reef Break, General Riga em The Shannara Chronicles e Dovich em The Falcon and the Winter Soldier.

## Infância e educação
Chiam nasceu de pais de ascendência chinesa cingapuriana. Quando criança, ele passava um terço do ano em Singapura, pois seu pai costumava trabalhar lá. Ele é formado em direito pela Universidade de Melbourne e também possui mestrado em roteiro pela Universidade do Sul da Califórnia.

## Carreira
Chiam começou a carreira como advogado depois de se formar na Universidade de Melbourne. Insatisfeito com a carreira de advogado depois de três meses, ele decidiu buscar campos mais criativos em breakdance e atuação.
Ele começou em curtas-metragens na Austrália antes de aparecer na televisão australiana em séries como Neighbours e Better Man. Ele acabou se mudando para Los Angeles para seguir a carreira de ator. Chiam teve papéis em várias séries de televisão americanas, incluindo NCIS: Los Angeles e Bones, e também esteve em Con Man, uma websérie de Alan Tudyk.
Em fevereiro de 2017, ele se juntou ao elenco principal de The Shannara Chronicles da Spike TV (a série estava anteriormente na MTV) na segunda temporada do programa, onde interpretou o vilão, General Riga.  Após Shannara Chronicles, ele foi escalado como Jethro, namorado de Carly interpretado por Kelli Berglund, na série da Starz, Now Apocalypse estrelado por Avan Jogia por Gregg Araki. Após a série, ele se juntou ao elenco do filme Empty by Design, ambientado em Manila, trabalhando ao lado dos amigos Chris Pang, Osric Chau, Yoshi Sudarso e Andrea Walter.
Em dezembro de 2018, ele foi escalado como o protagonista masculino Wyatt Cole na série criminal de verão de 2019 da ABC e M6, Reef Break, ao lado de Poppy Montgomery. Após o cancelamento de Reef Break, Chiam se juntou ao elenco da série da Marvel, The Falcon and the Winter Soldier como Dovich.
Após The Falcon and the Winter Soldier, Chiam foi escalado como Nick Zhao em With Love, a série de comédia romântica de uma hora da Amazon de Gloria Calderón Kellett e seus GloNation Studios e Amazon Studios. Chiam também fez uma incursão no mundo da dublagem e pode ser ouvido como a voz inglesa de Werewolf Cookie no popular jogo Cookie Run Kingdom.
Desmond será visto ao lado de Chris Pang, Alexander Hodge, Sherry Austria, Stephanie Hsu, Ashley Park e Sabrina Wu na próxima estreia na direção de Adele Lim. Ele também está programado para ser visto na adaptação da Netflix de Partner Track com Arden Cho.

## Vida pessoal
Chiam foi o Solteiro do Ano da CLEO Cingapura em 2011.
Ele reside em Los Angeles com sua esposa.

## Filmografia
| Ano  | Título                            | Papel           | Notas                                   | Refs   |
| ---- | --------------------------------- | --------------- | --------------------------------------- | ------ |
| 2012 | Neighbours                        | Jack Dutton     | 1 episódio                              |        |
| 2013 | Better Man                        | Hong            | Filme                                   |        |
| 2016 | Bones                             |                 | 1 episódio                              | [ 8 ]  |
| 2016 | NCIS: Los Angeles                 | Edward Lee      | 1 episódio                              |        |
| 2016 | Con Man                           |                 | 1 episódio                              | [ 8 ]  |
| 2017 | The Shannara Chronicles           | General Riga    | Elenco principal (2ª temporada)         |        |
| 2018 | Hawaii Five-0                     | Kazuya Nemoto   | 1 episódio                              |        |
| 2018 | Asian Bachelorette 2              | Aden            | Filme do YouTube da Wong Fu Productions | [ 8 ]  |
| 2018 | We Were Tomorrow                  | Kuo             | 4 episódios                             |        |
| 2019 | Empty by Design                   | Chance          |                                         | [ 8 ]  |
| 2019 | Now Apocalypse                    | Jethro          | Elenco principal                        |        |
| 2019 | Reef Break                        | Wyatt Cole      | Elenco principal; papel principal       |        |
| 2020 | Magic Camp                        | Xerxes          | Filme                                   | [ 8 ]  |
| 2021 | The Falcon and the Winter Soldier | Dovich          | Recorrente; 6 episódios                 | [ 23 ] |
| 2021 | Cookie Run: Kingdom               | Werewolf Cookie | Videogame                               | [ 24 ] |
| 2021 | With Love                         | Nick Zhao       | Elenco principal                        | [ 18 ] |
| 2022 | Partner Track                     | Z Min           |                                         | [ 21 ] |
| TBD  | Sem título                        | Clarence        |                                         | [ 20 ] |